# Insurgència del RENAMO
La concurrent insurgència del RENAMO és una campanya guerrillera en curs per militants del partit RENAMO a Moçambic. La insurgència és àmpliament considerada com una rèplica de la Guerra Civil de Moçambic; ha estat provocada per les tensions renovades entre la RENAMO i el FRELIMO per càrrecs de corrupció estatal i els controvertits resultats de les eleccions generals de Moçambic de 2014. Es va anunciar un alto el foc entre el govern i els rebels al setembre de 2014. Però noves tensions han renovat la violència a mitjans de 2015.

## Antecedents
La Resistência Nacional Moçambicana (RENAMO) es va formar el 1976 després de la independència de Portugal i s'hi incorporaren reclutats diversos entre l'oposició al nou govern marxista del FRELIMO, entre ells ex soldats colonials descontents i desertors de les forces armades i de seguretat posteriors a la independència. Foren convertits en una unitat de combat cohesionada per la Central Intelligence Organisation i Special Air Service de Rhodèsia i el nombre d'insurgents de la RENAMO va augmentar al voltant de 2.000 a finals de 1979. L'ala política de la RENAMO també operava una estació de ràdio, the Voice of Free Africa, que radiava propaganda anticomunista des de Rhodèsia. Els militants van actuar com a exploradors de les unitats militars de Rhodèsia que duien a terme batudes a Moçambic, van llançar atacs als principals assentaments, i sabotejaren infraestructures a partir d'octubre de 1979. La lluita es va intensificar clarament entre 1982 i 1984 durant els quals la RENAMO va atacar i destruir línies de comunicació, la xarxa de carreteres i ferrocarril, i infraestructures econòmiques vitals. Durant aquest període es va unir al Partido Revolucionário de forças Moçambique (PRM), un altre grup militant anti-FRELIMO, i va rebre entrenament i suport del govern apartheid sud-africà. El que va començar com un conflicte de baixa Intensitat conflicte va escalar per primera vegada en una insurgència efectiva, una guerra civil, tant important que va matar un milió de moçambiquesos i va crear una situació important de refugiats al sud d'Àfrica. A finals de 1980, la RENAMO controlava aproximadament el 25% de l'àrea de Moçambic, especialment al voltant de les províncies de Manica, Sofala i Zambézia
El final de la Guerra Freda i l'accés del FRELIMO a les demandes de la RENAMO de democràcia multipartidista en 1990 va assegurar un alto el foc i negociacions bilaterals patrocinades pels governs occidentals. Ambdós partits signaren la pau formalment el 4 d'octubre de 1992 en els acords de pau de Roma. Com a conseqüència un gran nombre de combatents de tots dos bàndols es van desmobilitzar. A les eleccions celebrades el 1994 van donar aproximadament el 33,7% dels vots al candidat presidencial de la RENAMO Afonso Dhlakama. Dhlakama també va obtenir 112 escons parlamentaris i va obtenir una majoria decisiva a cinc de les onze províncies. Els resultats de les eleccions, que van ser seguides de prop per les Nacions Unides, van ser declarades lliures i justes.
Durant la segona ronda d'eleccions generals previstes per a desembre de 1999, la FRELIMO va obtenir una majoria molt més estreta del vot popular, la RENAMO va impugnar els processos electorals i al·legà presumpte frau electoral generalitzat. Durant l'any 2000 es van dur a terme una sèrie de manifestacions a favor de la RENAMO a les principals ciutats de Moçambic, com ara Maputo i Beira. El govern va declarar les manifestacions d'il·legals, i les forces de seguretat van matar alguns dels manifestants. A Montepuez això va donar lloc a enfrontaments al carrer entre manifestants i la policia que van deixar un centenar de morts. Unes altres vuitanta persones van morir sota custòdia policial. Alguns manifestants van començar a destrossar propietatd estatald i a ocupar edificis oficials, mentre que una multitud de partidaris del Frelimo dirigits per veterans de la guerra civil va respondre destruint la seu de la RENAMO.
El tens clima polític es va agitar encara més quan homes armats no identificats van atacar una estació de policia a Nampula, matant-ne cinc. El FRELIMO va afirmar que els dissidents RENAMO n'eren responsables. El gener de 2002, el govern va portar a judici diversos partidaris de la RENAMO per la insurrecció armada.
L'esclat de la violència rn 2000 i les eleccions controvertides de 1999, així com el nomenament de nous governadors provincials, tots els quals eren coneguts partidaris del Frelimo, van donar com a resultat la degradació contínua de les relacions entre els dos partits anteriorment bel·ligerants.
Des de llavors el suport a la RENAMO havia disminuït en les eleccions de Moçambic, i l'octubre de 2012 Afonso Dhlakama començà a re-entrenar veterans de guerra exigint "un nou ordre polític". Això va seguir de queixes que el sistema polític no era prou inclusiu i que el producte del desenvolupament econòmic no s'estava repartit equitativament. La RENAMO va tornar a les armes un cop més, citant temors per la seguretat del seu líder.

## Línia de temps

### Ressurgència (abril 2013–agost 2014)
L'activitat de la RENAMO va ressorgir l'abril de 2013, quan els enfrontaments armats van esclatar amb un atac de la RENAMO en una estació de policia a Muxungue.
La RENAMO va participar en dos enfrontaments l'agost de 2013, que van provocar la mort de 36 soldats i policies de Moçambic segons l'anunci de la RENAMO; els mitjans locals van donar xifres significativament menors en comparació, informant només de dos morts.
El 21 d'octubre de 2013 un escamot governamental va atacar la base de la RENAMO a la província de Sofala provocant la mort d'un rebel.
En gener de 2014 una persona fou morta i cinc ferides en una emboscada de la RENAMO a Muxungue. A començaments de gener de 2014 sis membres més de les Forces de Defenses i Seguretat de Moçambic al districte de Homoíne.
Se sospita que membres de la RENAMO assassinaren quatre policies i en feriren cinc més al districte de Gorongosa a començaments de març de 2014.
El 7 de maig de 2014 el líder de la RENAMO Afonso Dhlakama va anunciar un “alto el foc unilateral”.
El 15 de maig dos policies foren assassinats per RENAMO a la regió Morutane del districte de Mocuba (Zambézia).
El 31 de maig i l'1 de juny, la RENAMO va afirmar haver matat 20 soldats a la regió de Muxungue. El 2 de juny Antonio Muchanga (portaveu de l'organització) va afirmar que "a partir d'avui, no hi ha garanties de moviment". L'explicació de la RENAMO per al trencament de la treva era l'afirmació que el govern estava concentrant forces al districte de Gorongosa (Sofala) per tal d'assassinar Dhlakama, que vivia en una base en els vessants de la serralada de Gorongosa.
El 4 de juny la RENAMO va matar 3 persones atacant un comboi de vehicles a la carretera nord-sud. A principis d'aquesta setmana 7 persones van resultar ferides en el mateix lloc per la RENAMO en circumstàncies similars.

### Alto el foc (agost 2014–febrer 2015)
El govern i els rebels de la RENAMO van signar un alto el foc el 25 d'agost de 2014. Això fou seguir de gairebé un any de negociacions i l'alliberament de rebels capturats pel govern en la setmana prèvia, que entra en vigor a les 22:00 hores d'aquest dia. Saimon Macuiane, cap negociador dels rebels, ho va anomenar un "pas important cap a la reconciliació nacional ... i una pau duradora." L'alto el foc va ser vist com a part d'un esforç més ampli per aconseguir la pau al país abans de les eleccions previstes per a octubre de 2014.
El 5 de setembre, el president de Moçambic Armando Guebuza va signar un acord de pau amb l'exlíder rebel Afonso Dhlakama, que va sorgir després de dos anys en la clandestinitat per signar l'acord a la capital, Maputo.
Després de l'acord de setembre de 2014, es van celebrar les eleccions provincials a Moçambic el 15 d'octubre, amb els resultats que van provocar una crisi política renovada al país. Renamo al principi va burlar-se dels resultats oficials de les eleccions, al·legant que els resultats donats a conèixer per les comissions electorals provincials eren "adulterats" i que no reflectien el que realment va passar als centres de votació. En una conferència a Beira la Renamo va declarar que havia obtingut 139 escons en les set províncies del nord i centre contra només 34 del Partit Frelimo i 14 del Moviment Democràtic de Moçambic. Va afegir que no acceptaria cap resultat que no estan d'acord amb el seu propi recompte. Els resultats oficials de les eleccions provincials foren completament diferents, el que provocà una crisi política.

### Noves tensions i xocs (març de 2015-actualitat)
En principis de març de 2015, un expert legal en Moçambic, anomenat Gilles Cistac, va ser assassinat al centre de Maputo. Cistac havia aprovat prèviament una proposta de la RENAMO per crear províncies semiautónomes, un tema sobre el qual el partit FRELIMO governant era dividit. Després de l'assassinat, en una marxa el 6 de març el líder de RENAMO Afonso Dhlakama va acusar al FRELIMO de cometre l'assassinat i ha amenaçat de passar per alt el debat parlamentari i que la RENAMO començaria a governar les províncies autònomes.
El 14 de juny de 2015 les forces de Dhlakama van perpetrar una emboscada a les tropes de Moçambic, reclamant haver matar uns 35 soldats del govern, aturant l'alto el foc. According to the spokesperson for the General Command of the Mozambican police, Pedro Cossa, two policemen were wounded in the ambush, one of whom died on the way to hospital.
Al desembre de 2015 Dhlakama va amenaçar un cop més de prendre el control de les sis províncies del nord i centrals de març de 2016: Sofala, Tete, Niassa, Manica, Zambézia i Nampula.
El govern de Moçambic va tornar a obrir converses de pau amb la RENAMO el juliol de 2016, només per cancel·lar-les arran de l'escalada de violència i un impasse sobre l'estat de les sis províncies del nord i centre, que Dhlakama insistia estaven sota el control del seu partit. La RENAMO va respondre intensificant la seva campanya guerrillera, apuntant estacions de policia i línies ferroviàries. Rail traffic in Sofala Province was temporarily suspended due to the fighting.
El 12 d'agost de 2016, militants de la RENAMO llençaren un atac massiu al districte de Morrumbala, destruint una clínica i alliberant alguns presoners detinguts a la comissaria de policia local. Les forces de seguretat de Moçambic van respondre amb incursions a la seu del partit a Morrumbala i un presumpte campament base insurgent.

## Resposta de les Nacions Unides
D'acord amb el Alt Comissionat de les Nacions Unides per als Refugiats (ACNUR), fins a 12.000 moçambiquesos van ser enviats a l'exili per la insurgència entre 2013 i 2016. L'ACNUR està supervisant els camps temporals establerts per refugiats moçambiquesos a Malawi, tot i que s'ha citat la insuficiència de fons i subministraments d'aliments com problemes potencialment seriosos.